# Доњи Душник
Доњи Душник је насеље у Србији у општини Гаџин Хан у Нишавском округу. Према попису из 2022. било је 428 становника (према попису из 1991. било је 613 становника). У њему се налази фабрика ЕЛИД и некадашњи хотел „Трем“.
Лежи у Заплањској котлини, на око 400 m надморске висине, између Бабичке горе и Суве планине.
Према турском попису нахије Ниш из 1516. године, место је било једно од 111 села нахије и носило је исти назив као данас, а имало је 13 кућа, 2 удовичка домаћинства, 3 самачка домаћинства.
Указом Краља од 27. септембра 1922. године насеље је добило статус варошице.
Овде постоји ФК Душник Доњи Душник.

## Демографија
У насељу Доњи Душник живи 486 пунолетних становника, а просечна старост становништва износи 54,5 година (53,1 код мушкараца и 55,6 код жена). У насељу има 171 домаћинставо, а просечан број чланова по домаћинству је 2,23.
Ово насеље је великим делом насељено Србима (према попису из 2002. године).
|  |

| Демографија | Демографија | Демографија |
| Година      | Становника  | Становника  |
| ----------- | ----------- | ----------- |
| 1948.       | 502         |             |
| 1953.       | 549         |             |
| 1961.       | 546         |             |
| 1971.       | 535         |             |
| 1981.       | 547         |             |
| 1991.       | 613         | 610         |
| 2002.       | 591         | 591         |
| 2011.       | 516         |             |
| 2022.       | 428         |             |

| Етнички састав према попису из 2002.‍ | Етнички састав према попису из 2002.‍ | Етнички састав према попису из 2002.‍ | Етнички састав према попису из 2002.‍ | Етнички састав према попису из 2002.‍ |
| ------------------------------------ | ------------------------------------ | ------------------------------------ | ------------------------------------ | ------------------------------------ |
|                                      |                                      |                                      |                                      |                                      |
| Срби                                 | Срби                                 |                                      | 585                                  | 98,98%                               |
| Хрвати                               | Хрвати                               |                                      | 1                                    | 0,16%                                |
| Руси                                 | Руси                                 |                                      | 1                                    | 0,16%                                |
| Бугари                               | Бугари                               |                                      | 1                                    | 0,16%                                |
| непознато                            | непознато                            |                                      | 3                                    | 0,50%                                |

| Година пописа     | 1948. | 1953. | 1961. | 1971. | 1981. | 1991. | 2002. |
| ----------------- | ----- | ----- | ----- | ----- | ----- | ----- | ----- |
| Број домаћинстава | 121   | 139   | 161   | 179   | 190   | 200   | 195   |

| Број чланова      | 1  | 2  | 3  | 4  | 5  | 6  | 7 | 8 | 9 | 10 и више | Просек |
| ----------------- | -- | -- | -- | -- | -- | -- | - | - | - | --------- | ------ |
| Број домаћинстава | 37 | 46 | 39 | 39 | 19 | 11 | 4 | 0 | 0 | 0         | 3,03   |

| Пол    | Укупно | Неожењен/Неудата | Ожењен/Удата | Удовац/Удовица | Разведен/Разведена | Непознато |
| ------ | ------ | ---------------- | ------------ | -------------- | ------------------ | --------- |
| Мушки  | 257    | 81               | 164          | 10             | 2                  | 0         |
| Женски | 252    | 40               | 167          | 39             | 6                  | 0         |
| УКУПНО | 509    | 121              | 331          | 49             | 8                  | 0         |

| Пол    | Укупно                    | Пољопривреда, лов и шумарство | Рибарство                            | Вађење руде и камена | Прерађивачка индустрија       |
| ------ | ------------------------- | ----------------------------- | ------------------------------------ | -------------------- | ----------------------------- |
| Мушки  | 140                       | 7                             | 0                                    | 0                    | 104                           |
| Женски | 86                        | 4                             | 0                                    | 0                    | 61                            |
| УКУПНО | 226                       | 11                            | 0                                    | 0                    | 165                           |
| Пол    | Производња и снабдевање   | Грађевинарство                | Трговина                             | Хотели и ресторани   | Саобраћај, складиштење и везе |
| Мушки  | 4                         | 1                             | 2                                    | 4                    | 5                             |
| Женски | 0                         | 0                             | 5                                    | 2                    | 0                             |
| УКУПНО | 4                         | 1                             | 7                                    | 6                    | 5                             |
| Пол    | Финансијско посредовање   | Некретнине                    | Државна управа и одбрана             | Образовање           | Здравствени и социјални рад   |
| Мушки  | 0                         | 0                             | 2                                    | 2                    | 7                             |
| Женски | 0                         | 0                             | 1                                    | 4                    | 9                             |
| УКУПНО | 0                         | 0                             | 3                                    | 6                    | 16                            |
| Пол    | Остале услужне активности | Приватна домаћинства          | Екстериторијалне организације и тела | Непознато            | Непознато                     |
| Мушки  | 1                         | 0                             | 0                                    | 1                    | 1                             |
| Женски | 0                         | 0                             | 0                                    | 0                    | 0                             |
| УКУПНО | 1                         | 0                             | 0                                    | 1                    | 1                             |

## Споменици културе

### Споменик страдалима у Другом светком рату
У самом центру Доњег Душника налази се споменик посвећен борцима Народно-ослободилачке борбе у Другом светком рату. Укупно је страдало 611 бораца и 92 грађана. На мермерним плочама записани су стихови познатог песника Бранка Миљковића, укључујући и „Гледали смо како умиру стојећи оне које смо волели”.

### Споменик страдилим Власотинчанима у Другом светском рату
У спомен парку на самом улазу у Доњи Душник, недалеко од Задружног дома, налази се споменик посвећен Власотинчанима који су животе дали у Нароодноослободилачкој борби у Другом светском рату, садржећи плоче са списковима страдалих бораца.

## Галерија
- Кафана Заплањско огњиште
- Парк у центру

- Споменик палим борцима у НОБ-у